# Ruby Mountains Wilderness
La Ruby Mountains Wilderness est une aire protégée américaine située dans le comté d'Elko, au Nevada. Fondée en 1989, elle protège la chaîne Ruby.